# Matt Cedeño
Matt Cedeño (Moses Lake, 14 novembre 1974) è un attore ed ex modello statunitense.

## Biografia
È nato a Moses Lake, Washington, da padre cubano e madre irlandese. È diventato un modello facendo spettacoli a Milano, in Spagna, New York e Los Angeles. Ha sposato Erica Franco il 31 luglio 2009, e il loro figlio, Jaxson Cruz, è nato il 7 agosto 2013.
Dal 1999 al 2006 è stato impegnato a vestire i panni di Brandon Walker nella soap opera Il tempo della nostra vita. Nel 2009 ha partecipato come guest star in un episodio di Desperate Housewives nel ruolo di Umberto Roswell, il marito gay di Edie Britt (Nicollette Sheridan). Dal 2013 al 2014 ha interpretato il personaggio di Alejandro Rubio nella serie televisiva Devious Maids.

## Filmografia

### Cinema
- The Suburbans - Ricordi ad alta fedeltà (The Suburbans), regia di Donal Lardner Ward (1999)
- Hoboken Hollow, regia di Glen Stephens (2005)
- Hot Diamonds (Hot Tamale), regia di Michael Damian (2006)
- K-11, regia di Jules Stewart (2012)
- Best. Christmas. Ever!, regia di Mary Lambert (2023)

### Televisione
- Vita con Roger (Life with Roger) – serie TV, episodio 1x20 (1997)
- Crescere, che fatica! (Boy Meets World) – serie TV, episodio 5x10 (1997)
- Il tempo della nostra vita (Days of Our Lives) – serial TV, 225 puntate (1999-2006)
- CSI: Miami – serie TV, episodio 3x24 (2005)
- Half & Half – serie TV, episodio 4x14 (2006)
- That '70s Show – serie TV, episodio 8x18 (2006)
- The War at Home – serie TV, episodio 2x10 (2006)
- C'è sempre il sole a Philadelphia (It's Always Sunny in Philadelphia) – serie TV, episodio 3x12 (2007)
- Psych – serie TV, episodio 2x13 (2008)
- Desperate Housewives – serie TV, episodio 5x13 (2009)
- Brothers – serie TV, episodio 1x08 (2009)
- The Mentalist – serie TV, episodio 2x10 (2009)
- Melissa & Joey – serie TV, episodio 1x16 (2011)
- Common Law – serie TV, episodio 1x03 (2012)
- Anger Management – serie TV, episodio 2x04 (2013)
- Devious Maids - Panni sporchi a Beverly Hills (Devious Maids) – serie TV, 13 episodi (2013-2014)
- Baby Daddy – serie TV, episodio 4x01 (2014)
- Power – serie TV, 22 episodi (2015-2018)
- Z Nation – serie TV, 16 episodi (2015-2016)
- Rosewood – serie TV, episodio 1x09 (2015)
- The Originals – serie TV, episodio 3x15 (2016)
- Ruthless – serie TV, 90 episodi (2020-2023)
- Terrore in paradiso (Deadly Excursion: Kidnapped from the Beach) – film TV (2021)
- Truth Be Told – serie TV, episodi 2x03-2x07-2x09 (2021)

## Doppiatori italiani
Nelle versioni in italiano delle opere in cui ha recitato, Matt Cedeño è stato doppiato da:
- Gabriele Lopez in Psych, Truth Be Told
- Alessandro Budroni in Desperate Housewives
- Roberto Pedicini in The Mentalist
- Fabrizio De Flaviis in Melissa & Joey
- Davide Farronato in Anger Management
- Francesco Bulckaen in Devious Maids - Panni sporchi a Beverly Hills
- Maurizio Merluzzo in Power
- Andrea Lavagnino in Z Nation
- Andrea Mete in Rosewood
- Gianfranco Miranda in The Originals
- David Chevalier in Terrore in paradiso